# アントウェルペン中央駅
アントウェルペン中央駅（蘭語:Station Antwerpen-Centraal, 仏語:Gare d'Anvers-Central）はベルギーのアントウェルペンにあるベルギー国鉄が運営する鉄道駅である。かつてはブリュッセル・メヘレン・アントウェルペン鉄道のターミナル駅であった。

## 列車系統
- IC B (ベネルクストレイン): ブリュッセル - ブリュッセル空港 - ロッテルダム中央駅 - デン・ハーグHS駅 - スキポール空港駅 - アムステルダム中央駅
- IC G: オーステンデ駅 - ヘント＝シント＝ピーテルス駅 - アムステルダム中央駅
- IC I: シャルルロワ - ブリュッセル - アントウェルペン中央駅
- IR(急行) a: ルーヴェン駅 - メヘレン駅 - アントウェルペン中央駅/セント・ニコラス駅
- IR b: ブリュセル - アントウェルペン中央駅
- IR c: アントウェルペン中央駅 - リール駅 - リエージュ＝ギユマン駅
- IR e: アントウェルペン中央駅 - モル駅 - ニールペルト駅/ハッセルト駅
- IR n: Jambes - ナミュール駅 - ブリュッセル - アントウェルペン中央駅 - エッセン
- L(普通列車): ブリュッセル - アントウェルペン中央駅
- L: アントウェルペン中央駅 - ローゼンダール
- L: アントウェルペン中央駅 - Herentals
- L: アントウェルペン中央駅 - ルーヴェン

## 駅構造
1895年から1905年にかけて建設された高架駅である。教会のようなドームの載った石造りの駅舎はベルギーの建築家ルイ・デラサンセリが設計した。巨大な鉄とガラスで構成されたトレインシェッドはクレメント・フォン・ボガードによるもので、長さ185m、高さ44mの大規模なものである。駅への高架橋は地元の建築家ヤン・ファン・アスペレン(Jan Van Asperen)によって設計された。この駅はベルギーの鉄道建築の傑作といわれており、「最も美しい駅」の投票でも常に上位に名を連ねる。
1998年から通過式の構造にする為の大規模な改良工事が行われた。新しいトンネルがアンウェルペン市南側のアントウェルペン＝ベルヘム駅と北側のアントウェルペン＝ダム駅間で掘削された。通過式プラットフォームは地下2階に構築された。これはHSL 4やHSL-Zuidなどを通る予定になっているタリスなどの高速列車が頭端式の当駅で折り返し運転をしないで済むようにするための工事である。
工事完了後、最初の列車が2007年3月25日に通過した。高速列車タリスに関しては、当初はアントウェルペン止まりのタリスのみが当駅まで乗り入れており、アムステルダム中央駅へ向かうタリスはベルヘム駅だけに停車し、当駅までは乗り入れていなかったが、2007年12月9日ダイヤ改正より、タリスも地下線経由となり、当駅に停車するようになっている（代わりに、従来の停車駅であったベルヘム駅は、通過となった）。
アントウェルペン中央駅周辺の改良も参照。

### 線路の配置
- レベル +1 (元の駅) ドーム状のトレインシェッドの下に6本の終端式の線路がある。3本ずつの2群に分かれておりその間の開口部から地下が見える。
- レベル 0 チケットオフィス・商業区域
- レベル −1 (道路面より7m下) 4本の終端式の線路がある。2本ずつの2群に分かれる。
- レベル −2 (道路面より18m下) 4本の線路がある。中央の2本は街の下のトンネルにつながる(高速列車と高速国内インターシティーサービスに使われる)

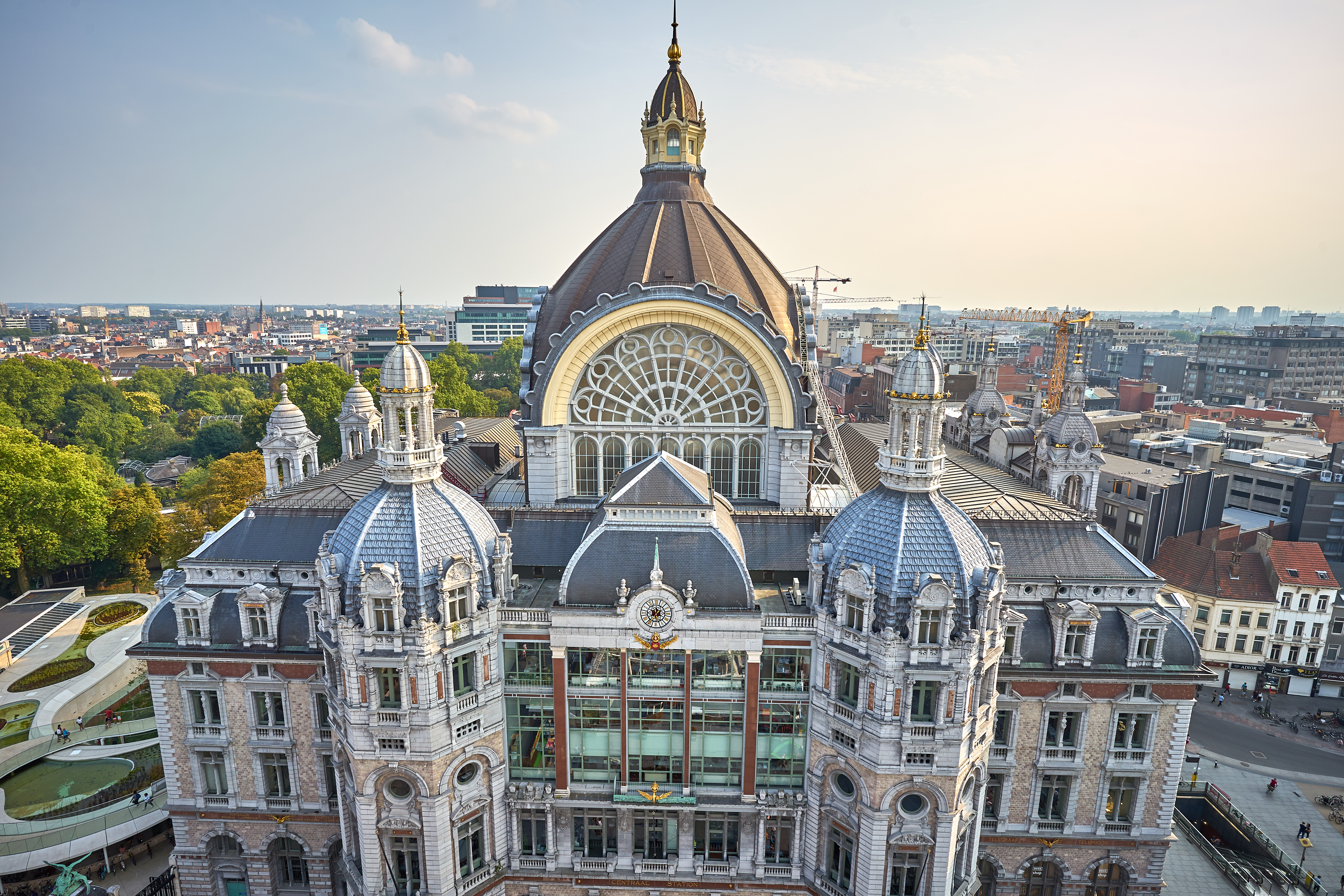
上から
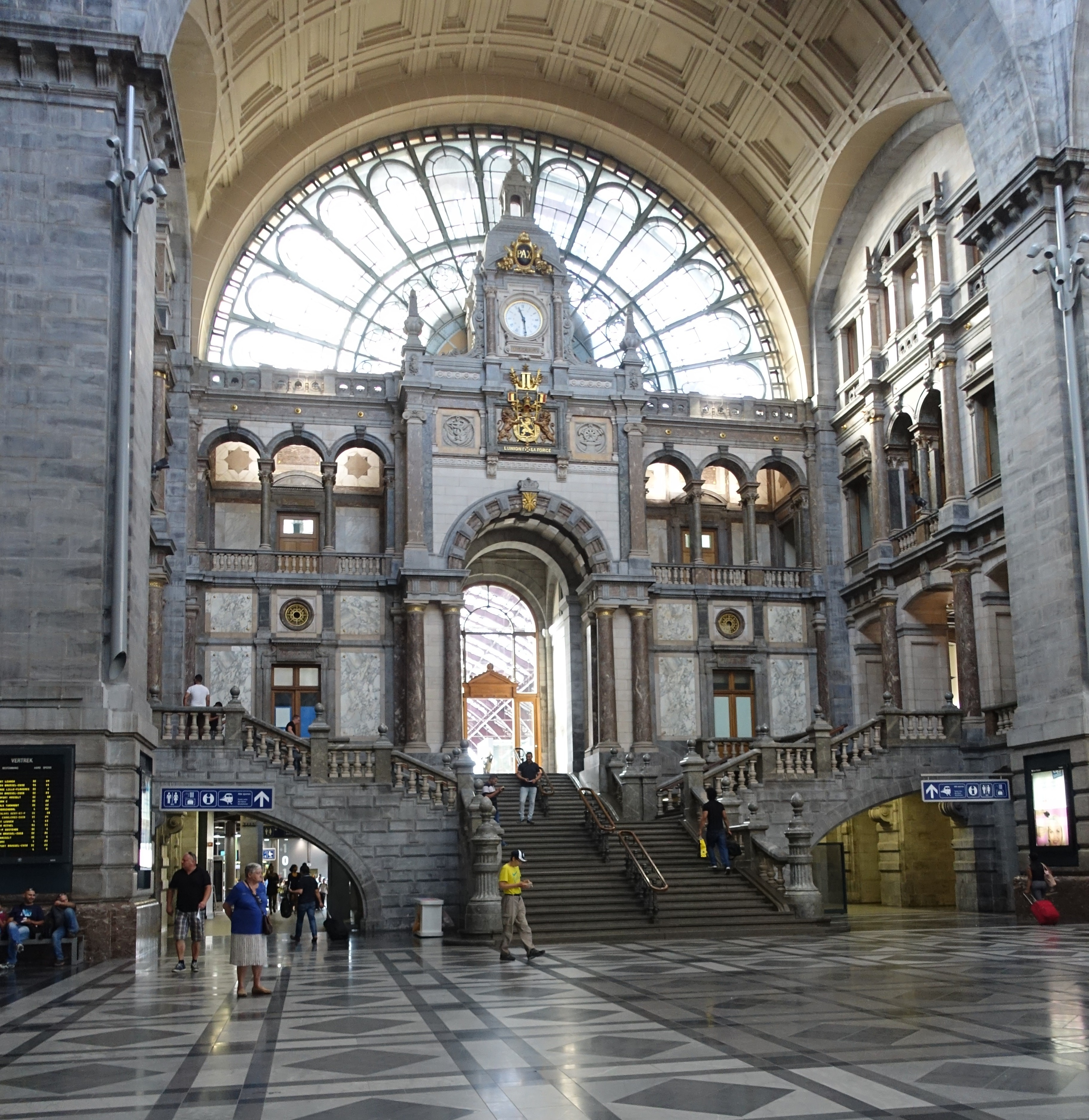
エントランスホール
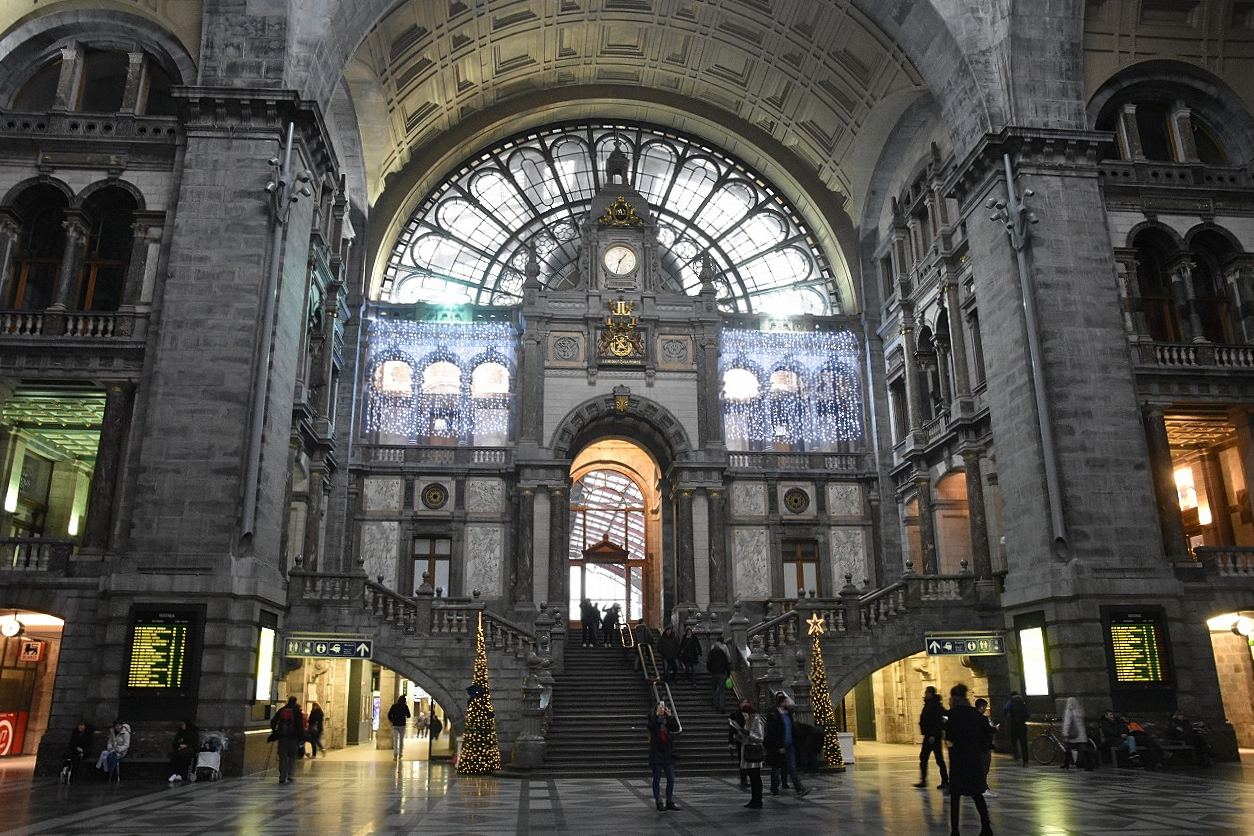
クリスマスシーズンのエントランス
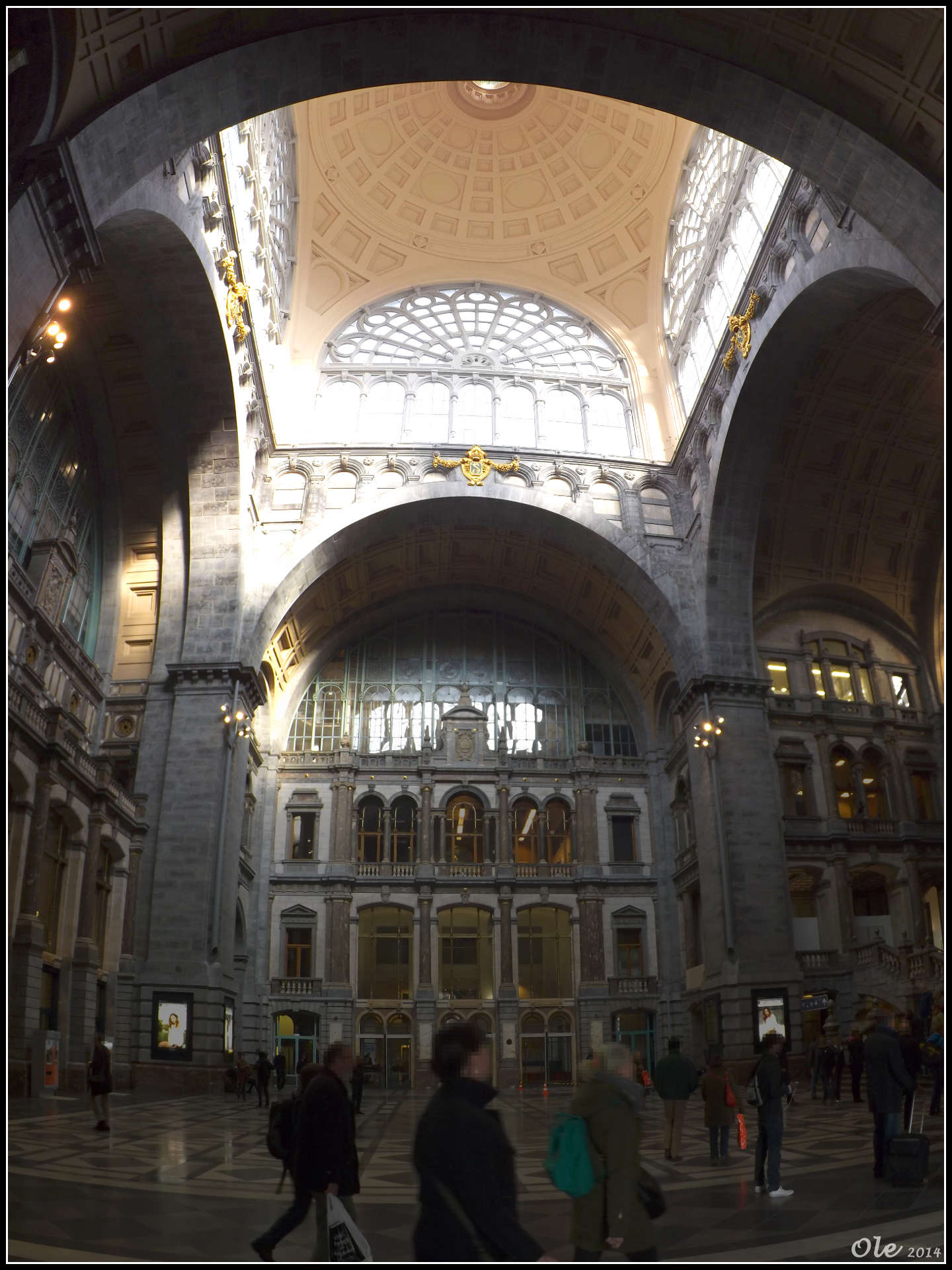
ドーム
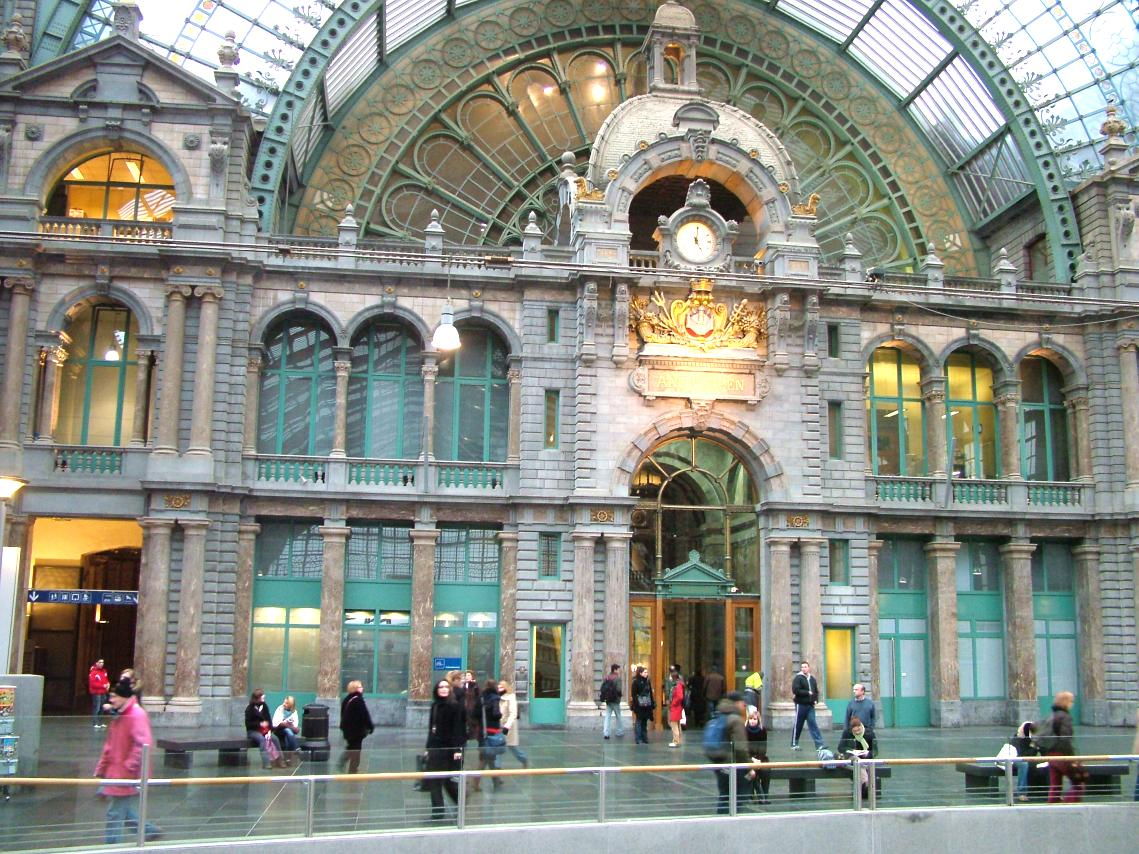
コンコース
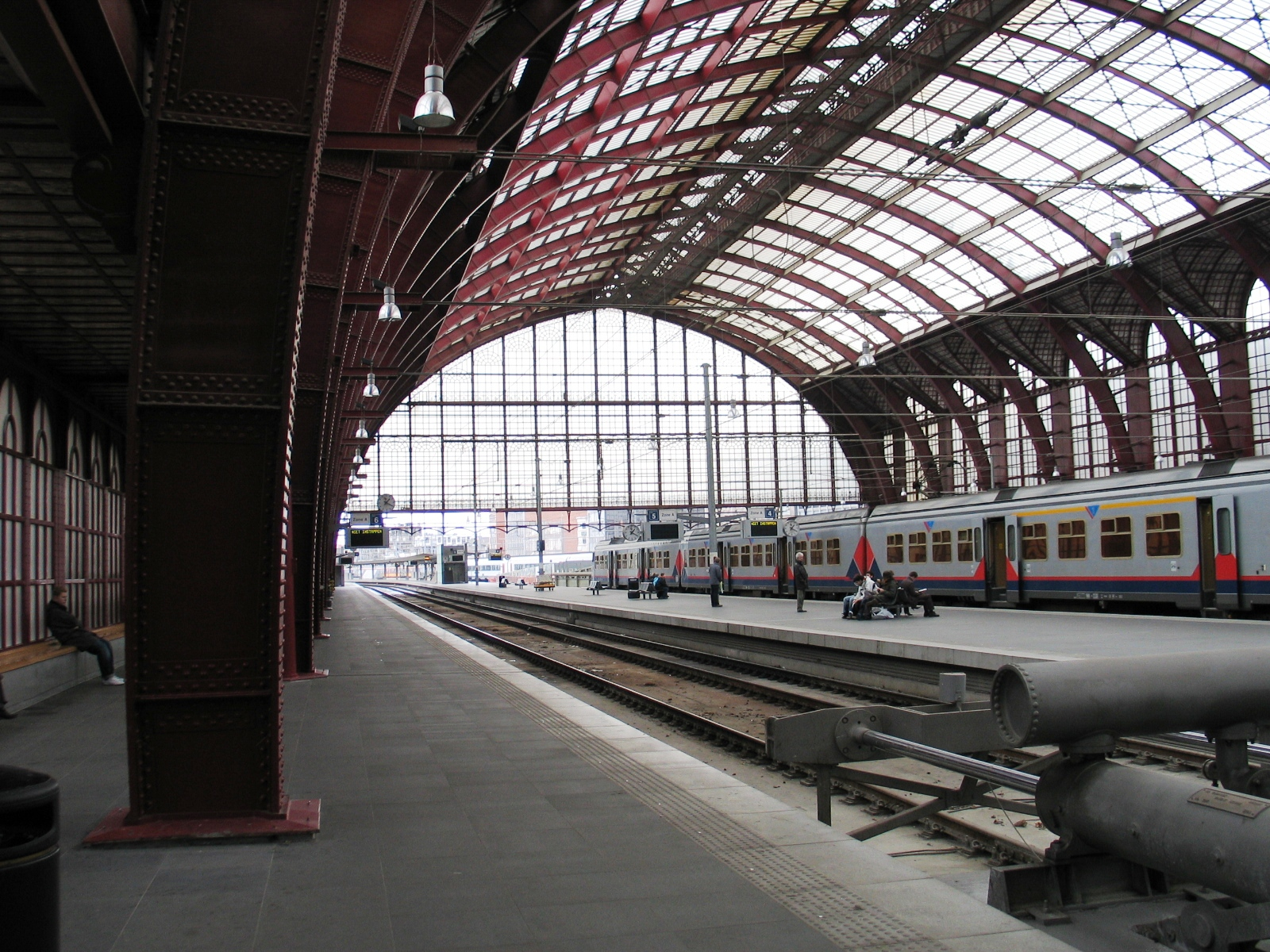
乗り場
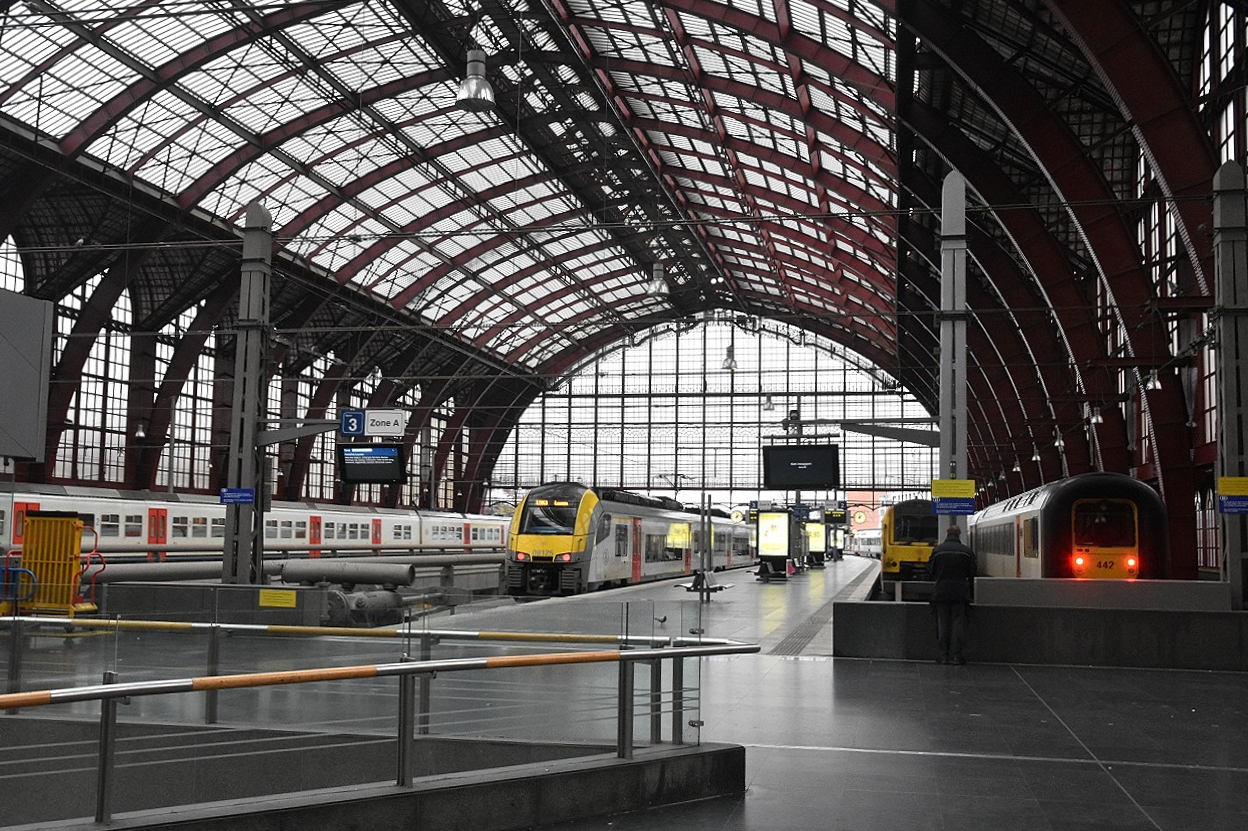
3番プラットフォーム
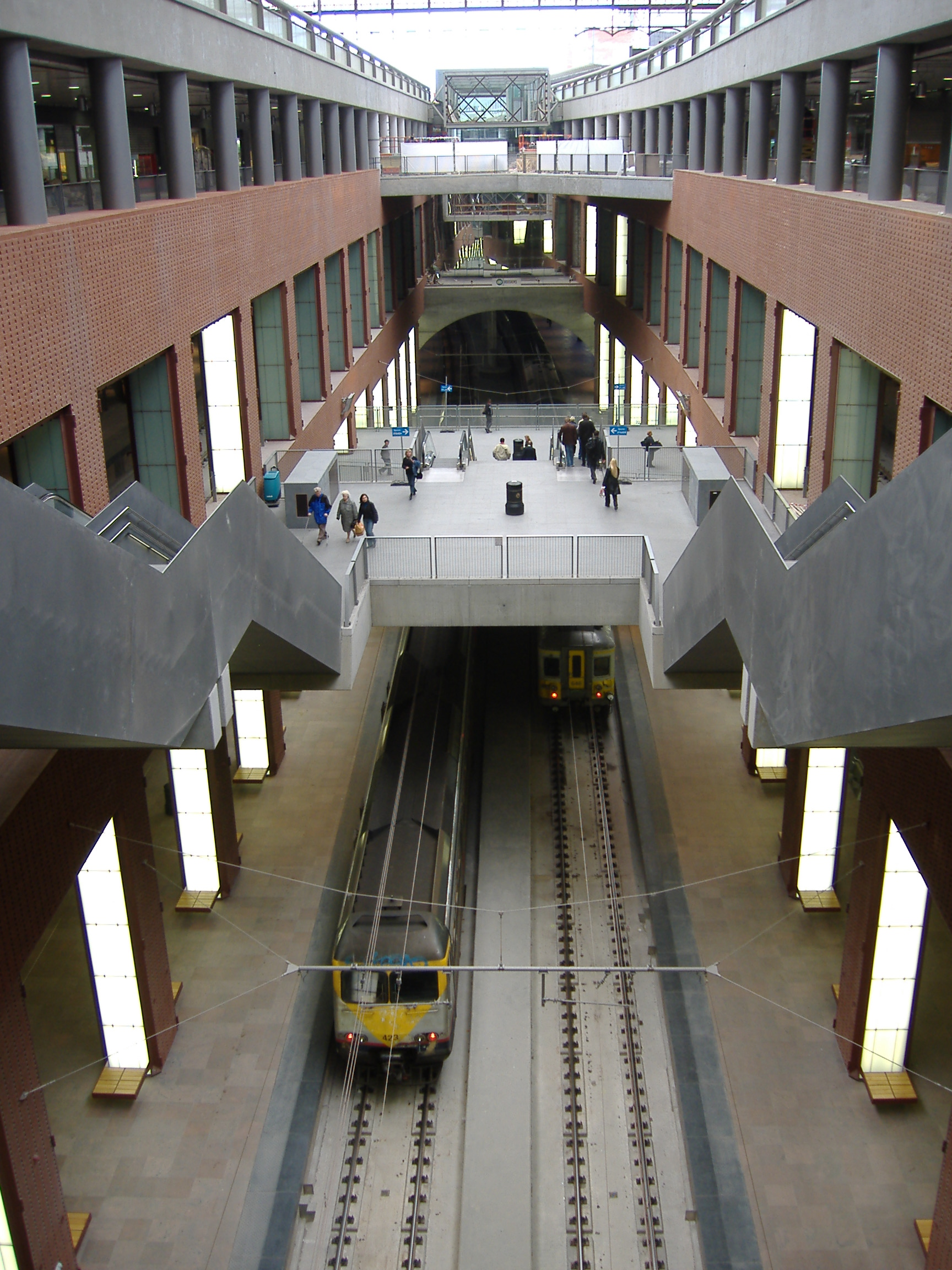
地下プラットフォーム
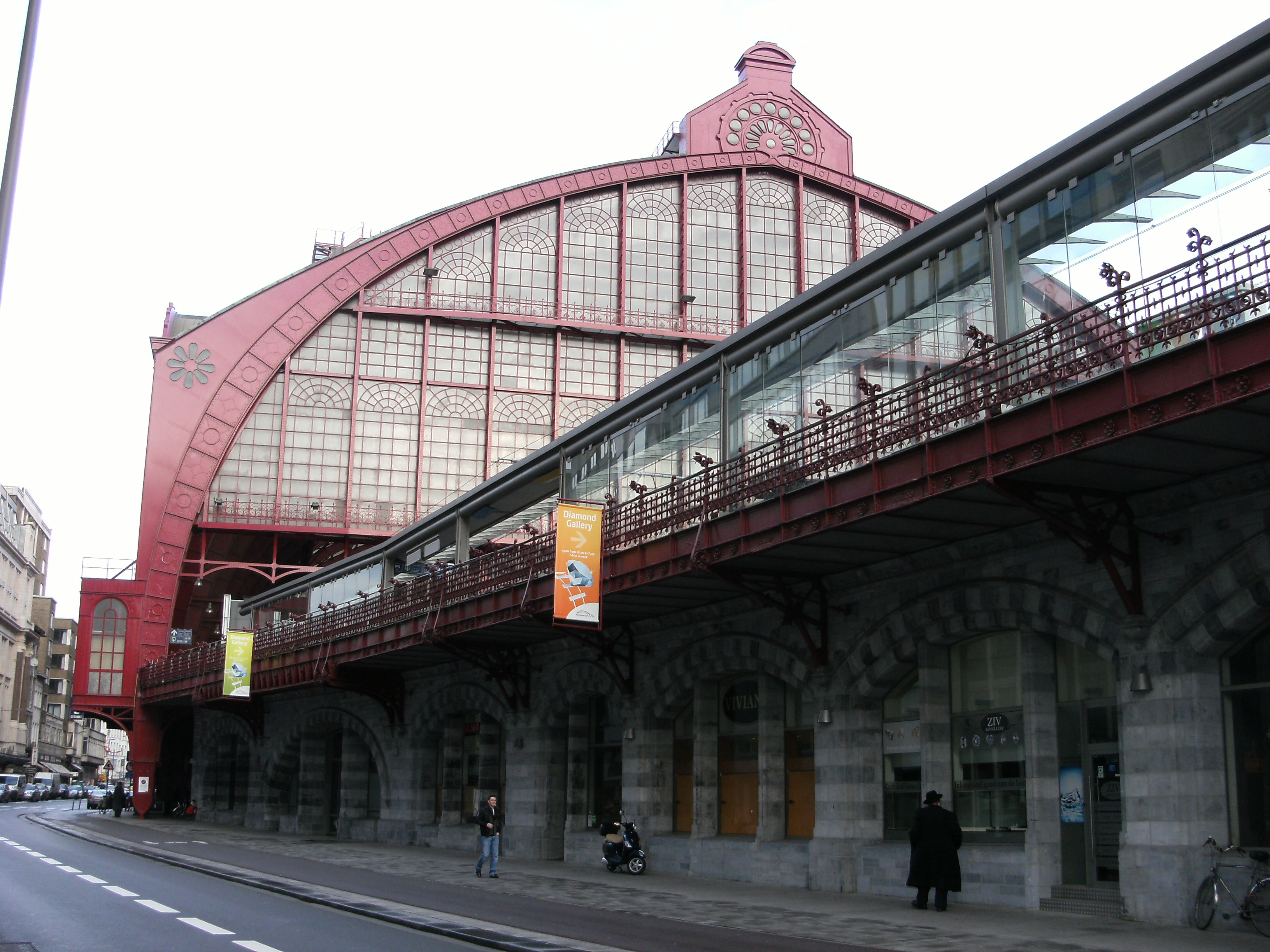
トレインシェッド
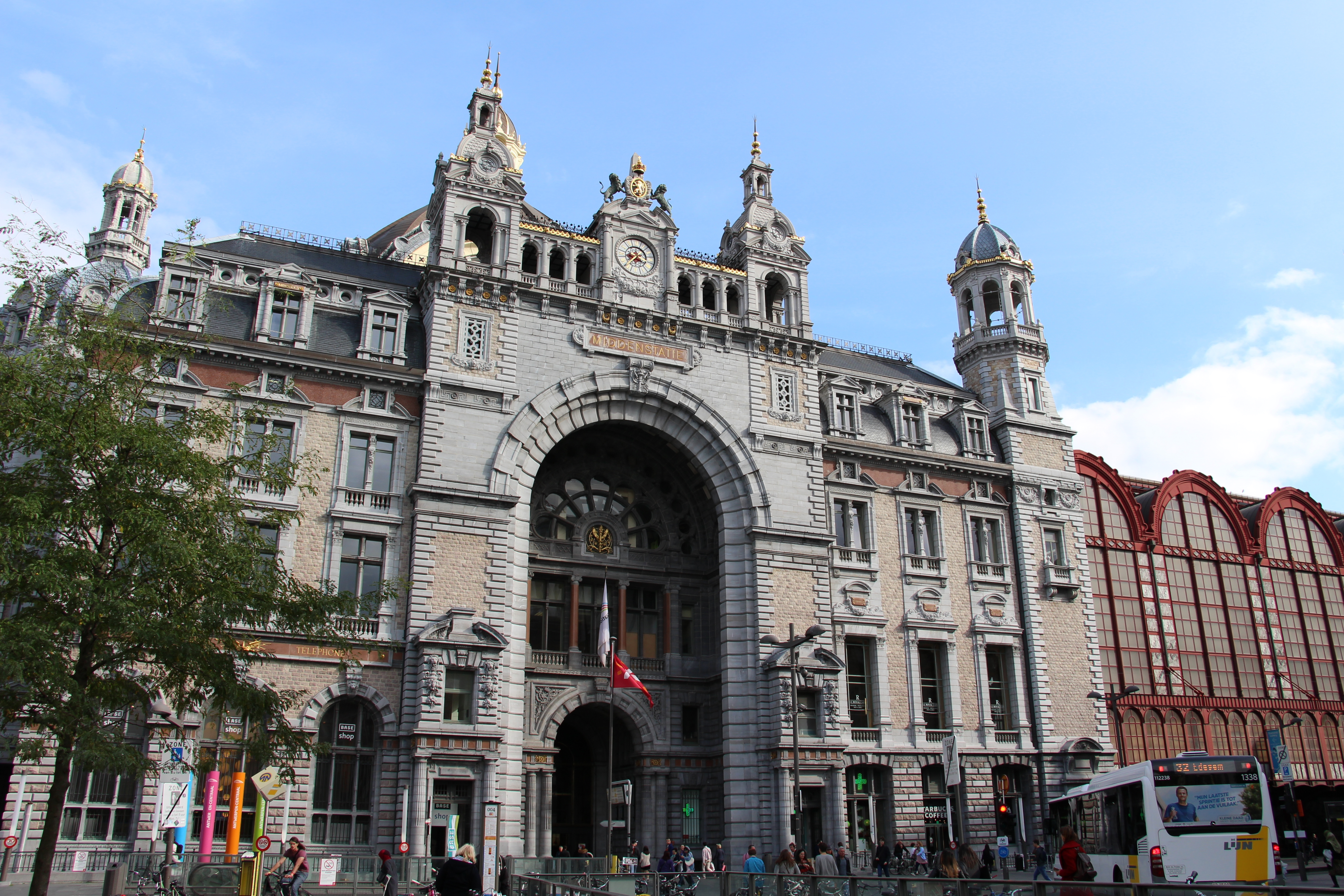
駅舎　西側

## 利用状況
2009年の調査によると、1日の利用人員は31118人であった。